# Kathleen Norris
Kathleen Norris, född 16 juli 1880, död 18 januari 1966, var en amerikansk författare.
Hon har skrivit en lång rad romaner av underhållningstyp, såsom Mother (1911, svensk översättning 1914), Sisters (1919, svensk översättning 1925), Lucretia Lombard (1922, svensk översättning 1924), Little ships (1925, svensk översättning 1926), Second Hand Wife (1932) och Younger sister (1932).